# Paul Peel

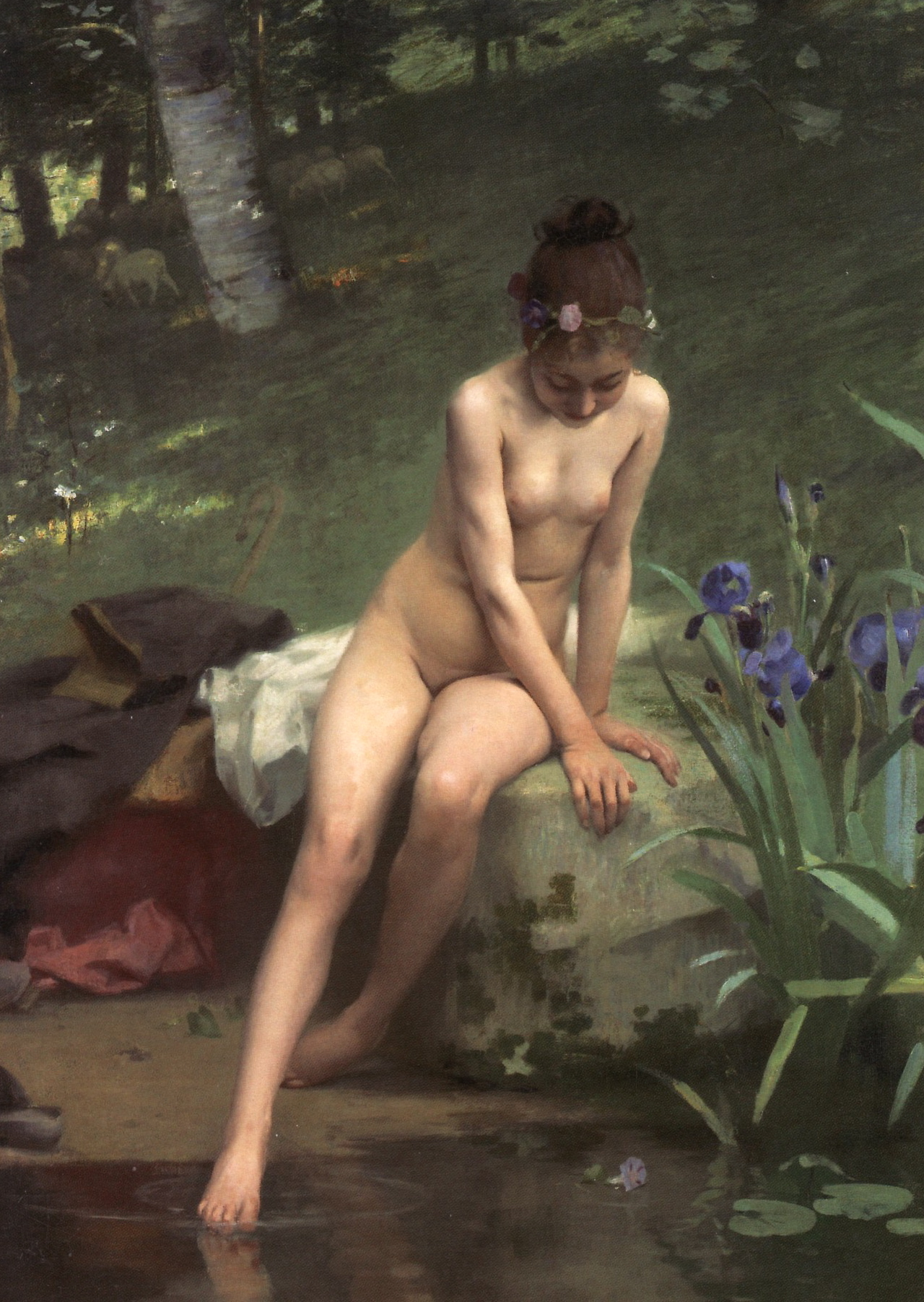
La petite bergère, 1892

Paul Peel, né le 7 novembre 1860 à London dans l'Ontario et mort le 3 octobre 1892 à Paris, est un peintre académique canadien. Il est l'un des premiers artistes canadiens à bénéficier d'une reconnaissance internationale de son vivant.

## Biographie
Il reçoit de son père John Robert Peel (1830-1904), professeur de dessin et marbrier, sa première formation artistique. Il étudie ensuite avec William Lees Judson à la Pennsylvania Academy of Fine Arts sous la direction de Thomas Eakins. Plus tard, il s'installe à Paris où il est l'élève de Jean-Léon Gérôme à l'École des beaux-arts de Paris et de Jean-Joseph Benjamin-Constant, Henri Doucet et Jules Lefebvre à l'Académie Julian. Il séjourne au printemps et à l’été de 1881 à Pont-Aven.
Peel a beaucoup voyagé au Canada et en Europe, exposant en tant que membre de la Ontario Society of Artists et de l'Académie royale des arts du Canada. Il a aussi exposé à des salons internationaux comme le Salon de la Société des artistes français à Paris, où il remporte une médaille de bronze en 1890 pour sa peinture Après le bain[réf. nécessaire].
Il est connu pour ses nus sentimentaux et ses images d'enfants, parmi lesquels des portraits de son fils Robert André et de sa fille Émilie Margueritte. Il est l'un des premiers peintres canadiens à aborder le nu. Suivant l'exemple de Gérôme, il élaborait certains de ses tableaux à partir de photographies soigneusement composées. Ses dernières œuvres sont plus lumineuses et manifestent l'influence de l'impressionnisme.
À la suite d'une infection pulmonaire, il meurt dans son sommeil à l'âge de 31 ans.

## Œuvres principales
- The painter, 1880
- Toll If You Please, 1880
- Devotion, 1881
- Listening to the Skylark, 1884
- Adoration, 1885
- Mother and Child, 1888
- Mother Love, 1888
- The Arab Chief, 1888
- The Spinner, 1888
- The Young Botanist, 1888–1890
- The Discovery of Moses, vers 1888-92
- A Venetian Bather, 1889
- The Modest Model, 1889
- Lady in the garden, 1889
- Portrait of Gloria Roberts, 1889
- Bennett Jull, 1889–1890.
- Bedtime, 1890
- After the Bath, 1890
- The Young Biologist, 1891
- The Little Shepherdess, 1892
- Robert Andre Peel, vers 1892
- Waiting for the bath (date inconnue)
- Frances with the apple, 1888

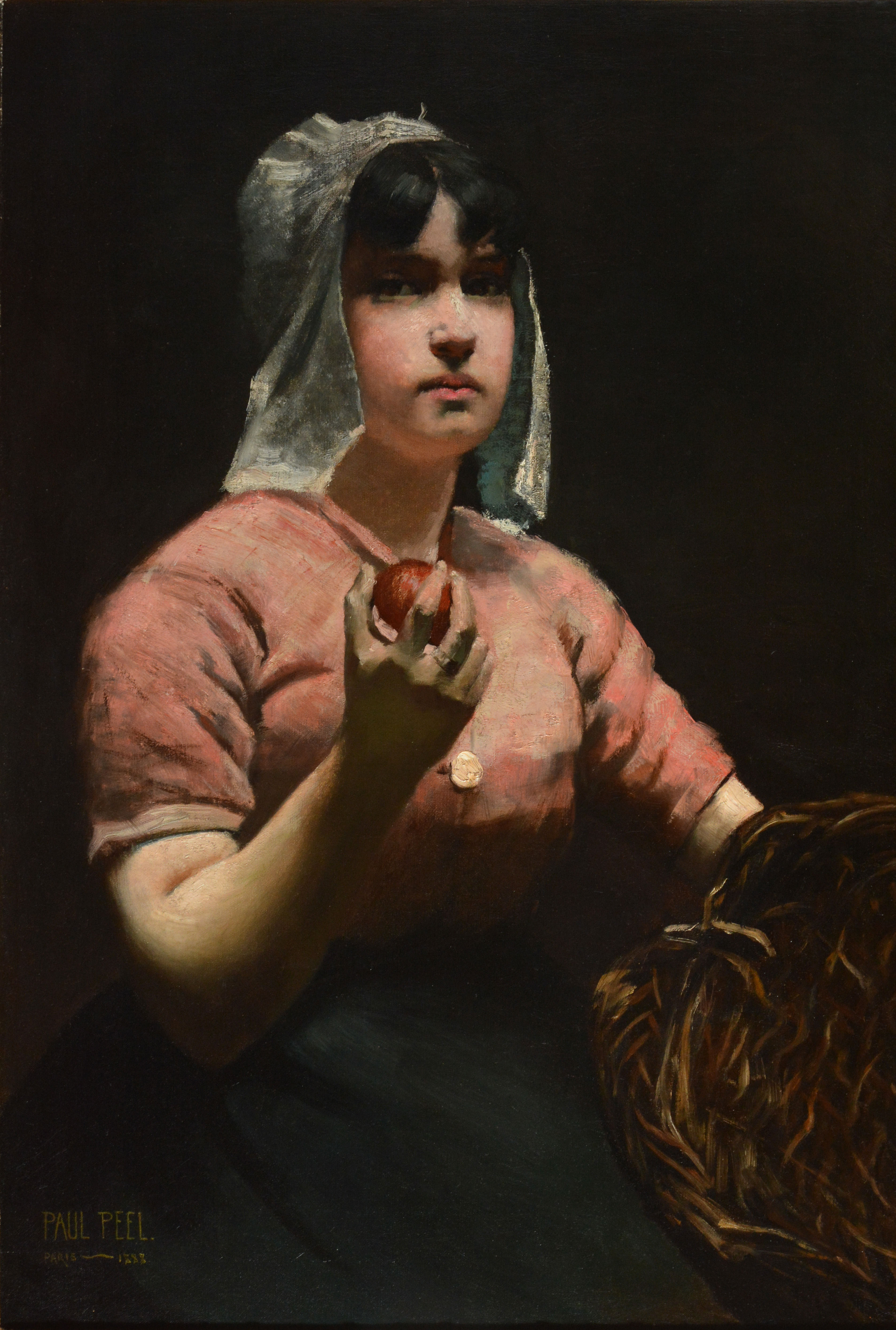
Frances with the apple
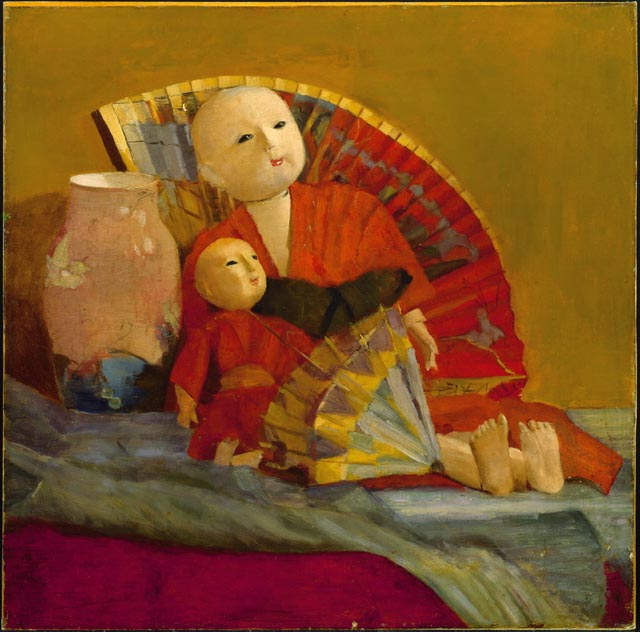
Poupée japonaise et éventail
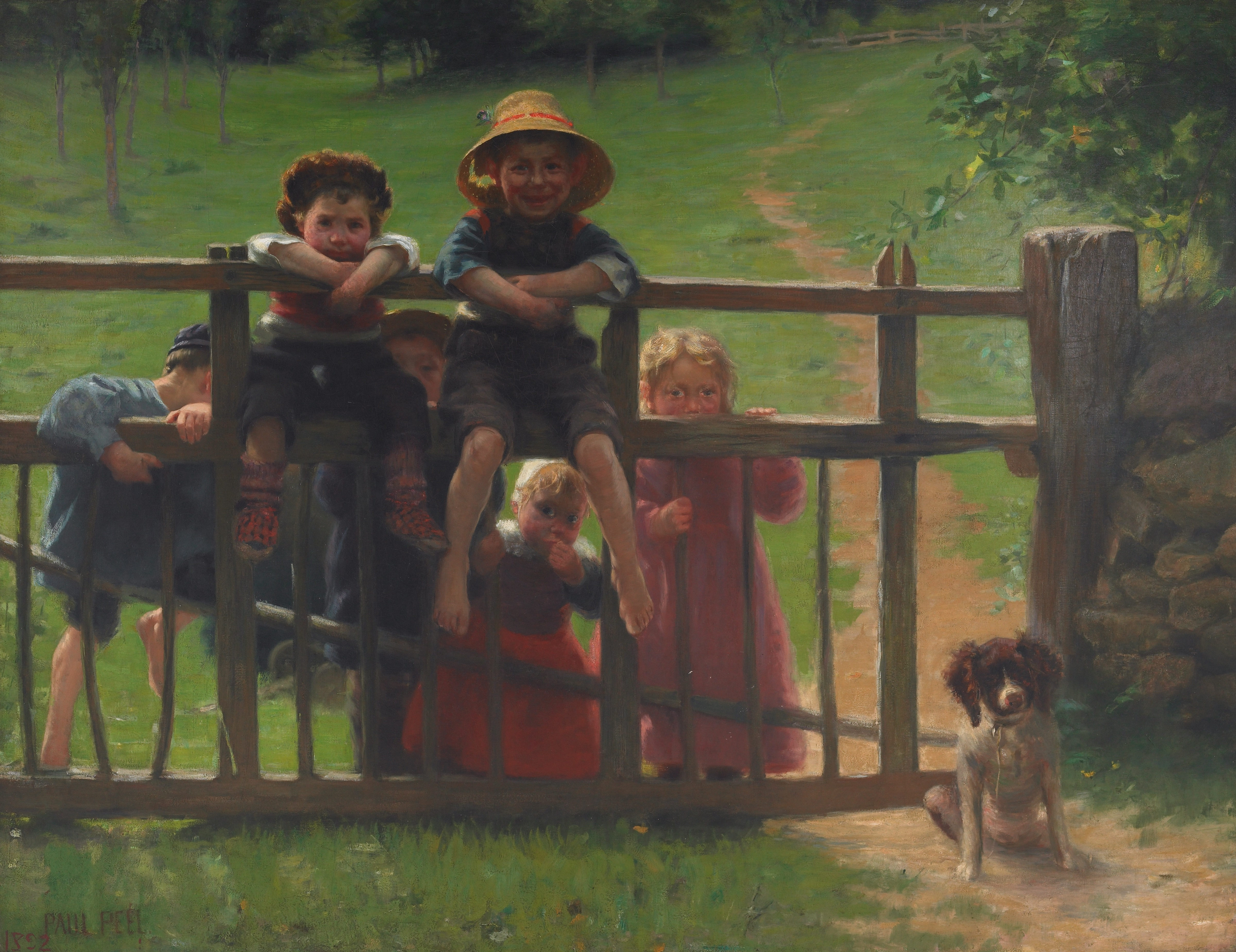
Fauteuils d'orchestre, vers 1880
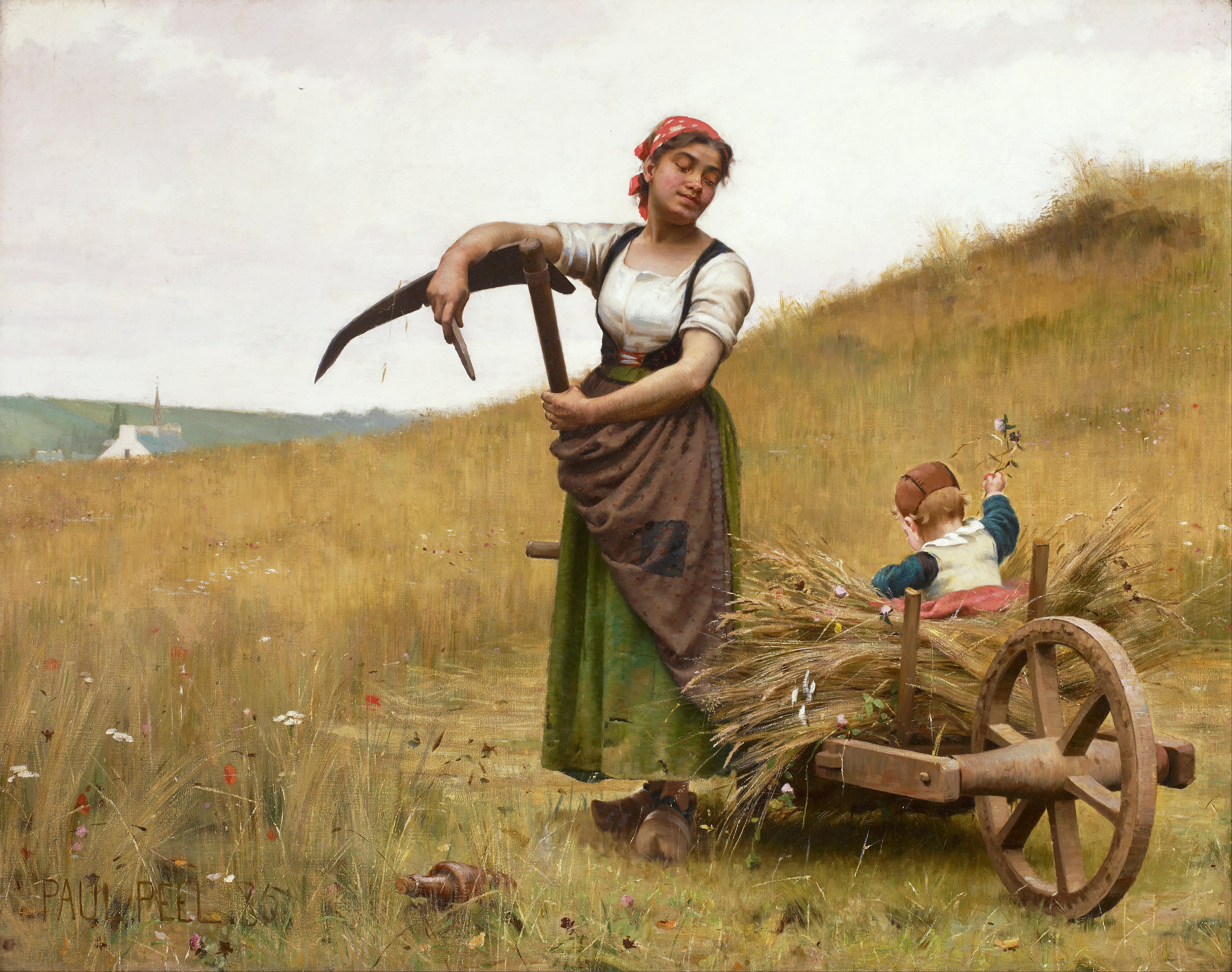
Adoration (1885)
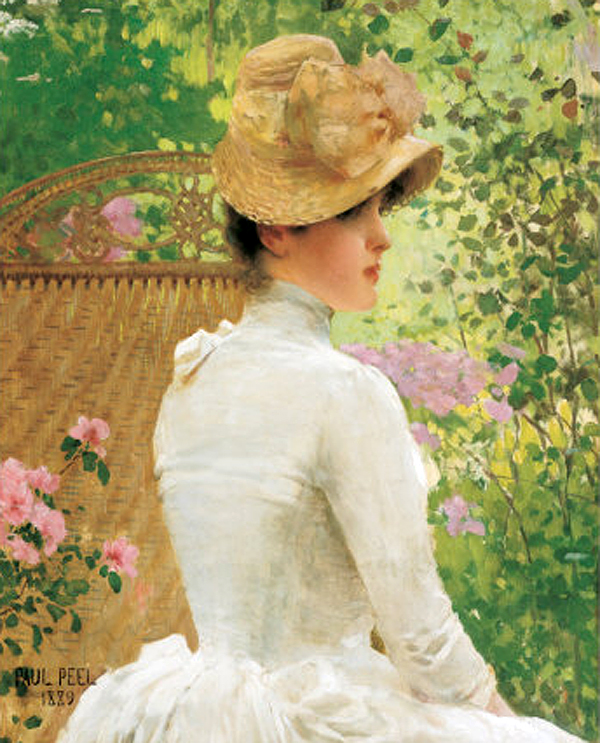
Lady in the garden (1889)
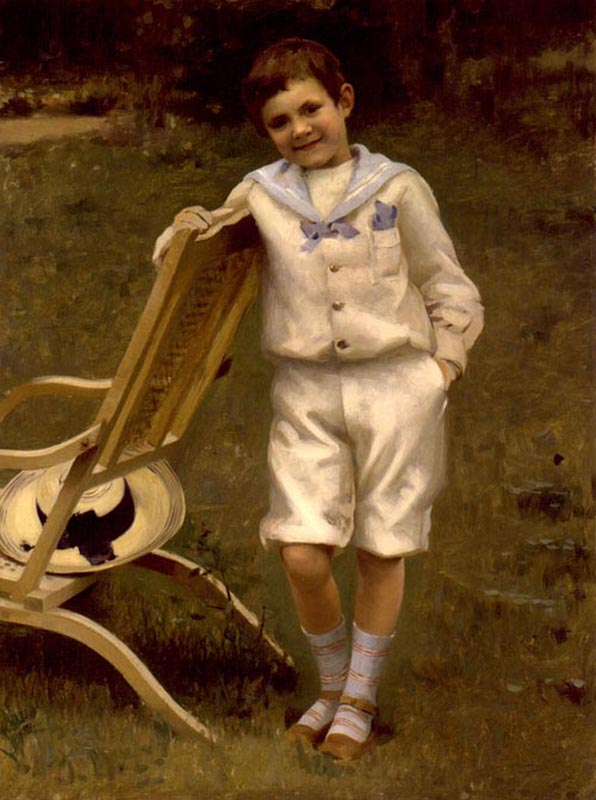
Robert André Peel, vers 1892
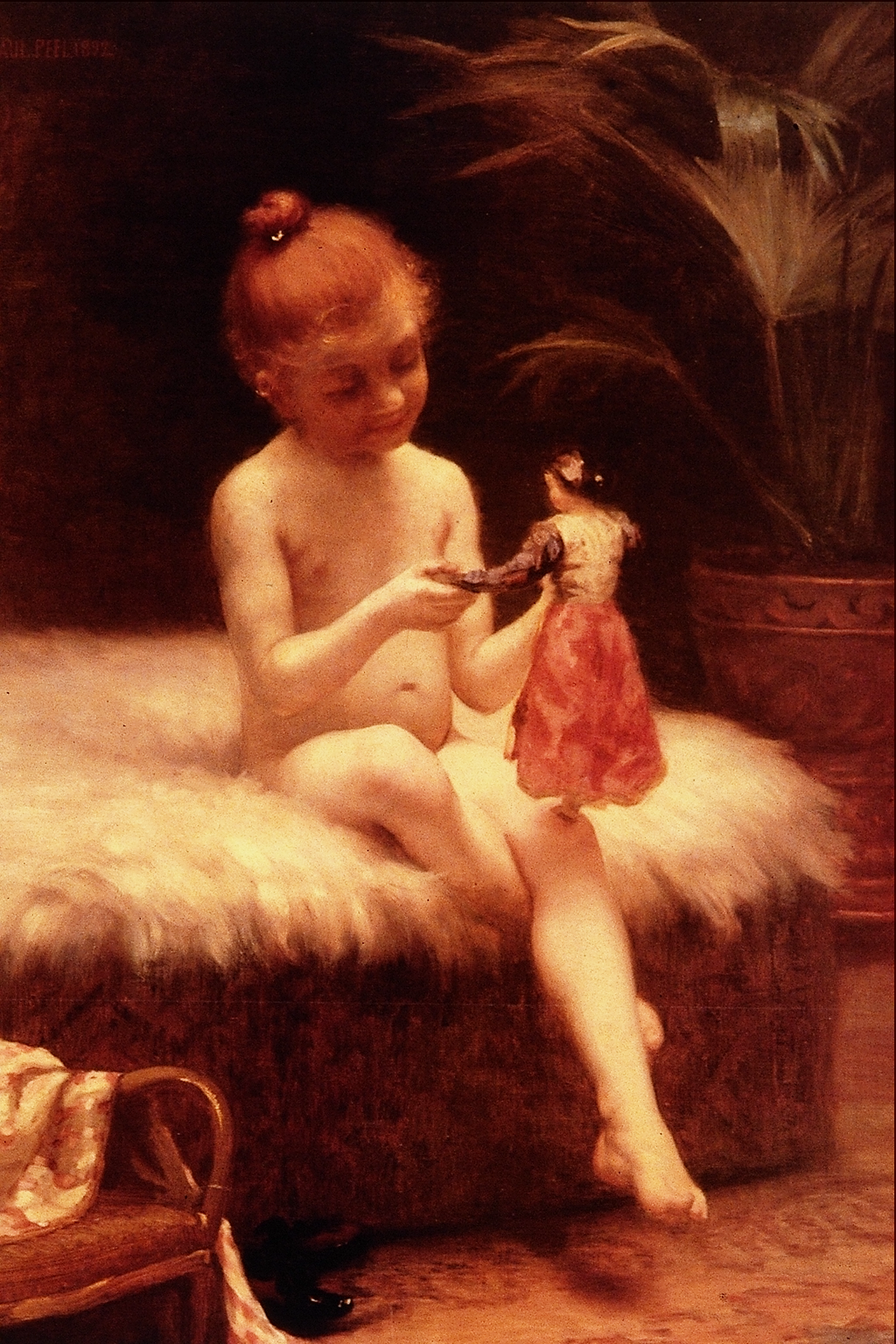
En attendant le bain, vers 1890
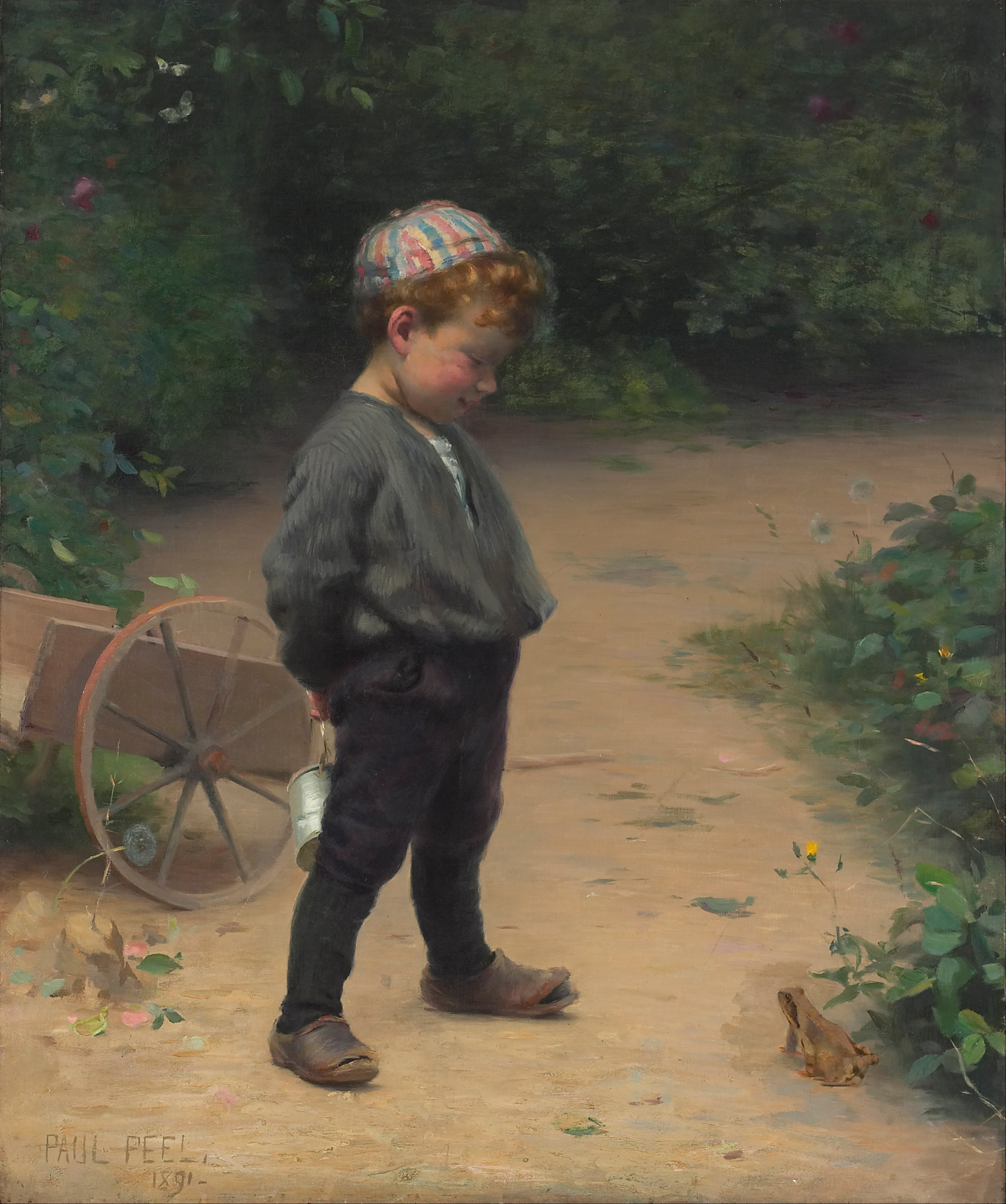
The young biologist (1891)
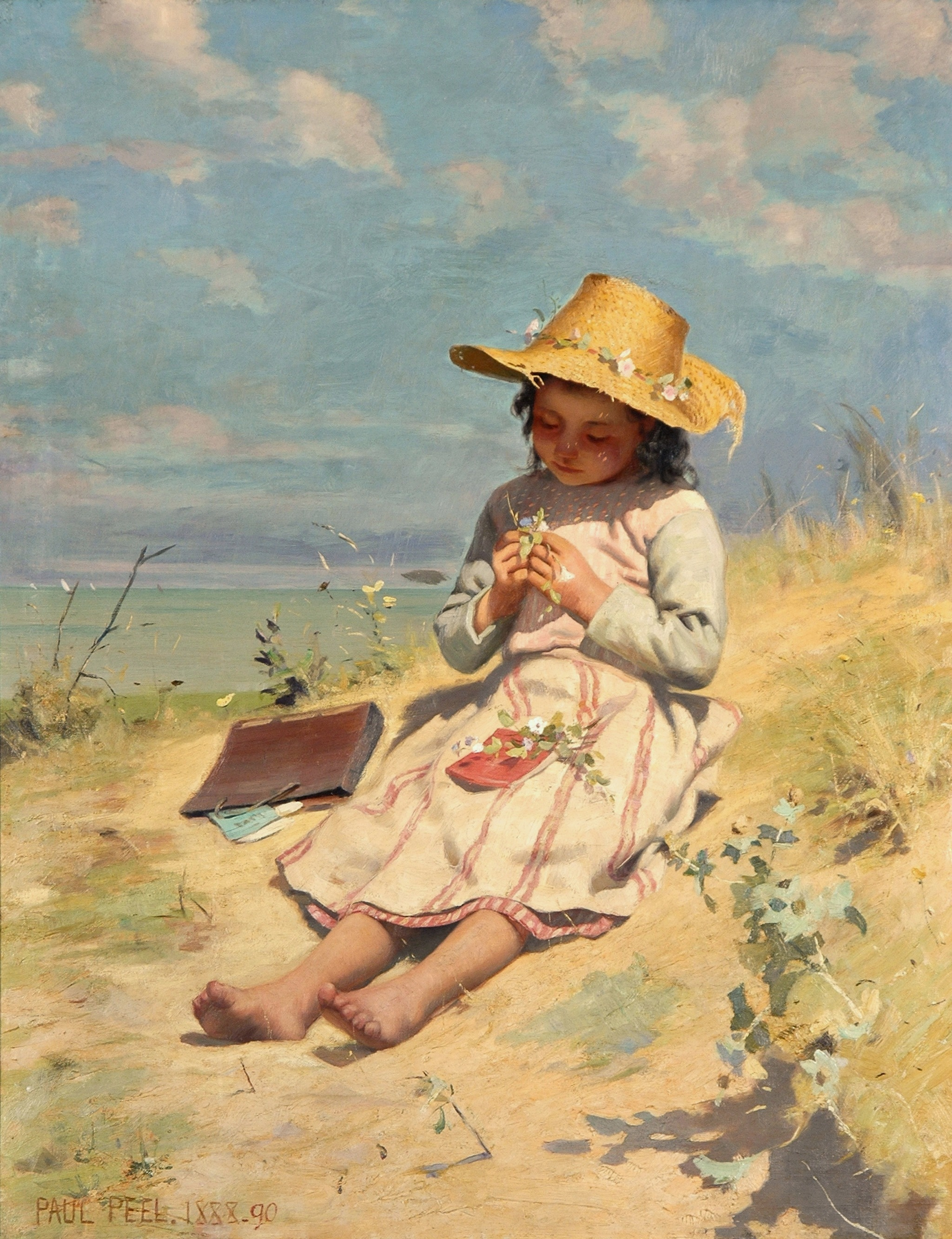
La jeune botaniste (1888-1890)